# فيروس عصوي
الفيروسات العصوية أو عائلة بايكولوفيريدي أو فيروسات باكيلو (بالإنجليزية: Baculovirus)‏ هي عائلة كبيرة من الفيروسات والتي يمكن تقسيمها اٍلى جنسين:
- الفيروسات الحبيبية; لها قفيصة منواة واحدة في الغلاف الفيروسي
- nucleopolyhedroviruses; لها قفيصة منواة واحدة أو أكثر في الغلاف الفيروسي

الفيروسات العصوية لها ميول تجاه اللافقاريات بأكثر من 600 ثوي نوع محدد. أنواع العثة غير الناضجة (اليرقات) هي المستضيفات الأكثر شيوعا، لكن هذه الفيروسات وجدة أيضا عند حشرة المنشار، البعوضيات والروبيان.
الفيروسات العصوية غير قادرة على إصابة الثدييات والنباتات. لديهم نطاق محدود من المضيفين التي يمكن أن يصيبوا وهي تقتصر على عدد محدود من أنواع الحشرات. لأن الفيروسات العصوية غير مؤذية للجنس البشري لذلك تعتبر خيار آمن للاستخدام في التطبيقات البحثية.